# الماضي (فلم)
الماضي (بالإنجليزية: The Past) هو فيلم دراما فرنسي صدر في 2013 من إخراج أصغر فرهادي وبطولة طاهر رحيم وبيرينيس بيجو وعلي مصفا يروي الفيلم قصة رجل إيراني يعود إلى فرنسا لتطليق زوجته الفرنسية التي تكون في علاقة مع شخص آخر متزوج. ترشح الفيلم للسعفة الذهبية في مهرجان كان السينمائي لعام 2013 وربحت بيرينيس بيجو جائزة أفضل ممثلة.

## الأستقبال النقدي
الفيلم حاصل على نسبة 95% على موقع الطماطم الفاسدة بناءً 21 مراجعة. على ميتاكريتيك حاصل على متوسط تقييم 76% بناءً على 7 مراجعة.

## روابط خارجية
- مقالات تستعمل روابط فنية بلا صلة مع ويكي بيانات